# حمود عقلا الشعيبي
هو أبو عبد الله حمود عقلا الشعيبي (ولد عام 1346هـ - توفي عام 1422 هـ) اسمه بالكامل حمود بن عبد الله بن عقلاء بن محمد بن علي بن عقلاء الشعيبي الخالدي من آل جناح من بني خالد ولد في بلدة الشقة من أعمال القصيم، نشأ في بيت دين وكرم فلما كان عمره ست سنوات التحق بالكتّاب فتعلم القراءة والكتابة والحساب، وفي عام 1352 هـ أصيب الشعيبي بمرض الجدري مما أدى إلى فقده بصره، وقد حرص عليه والده منذ نعومة أظفاره وكان والده عبد الله صاحب زراعة وفلاحة فتعلم الشعيبي منه مع فقده لبصره الزراعة والسقي وغيرها.

## النشأة

### بداية طلبه للعلم
قرأ الشعيبي القرآن وحفظه مع فقدانه بصره على يد الشيخ عبد الله بن مبارك العمري وعمره ثلاث عشرة سنة، يقول الشعيبي 

### انتقاله إلى الرياض
ولما بلغ العشرين من عمره أشار عليه والده عبد الله أن يسافر إلى الرياض ليتلقى العلم وكان ذلك في سنة 1367 هـ فانتقل إلى الرياض ولازم الشيخ عبد اللطيف بن إبراهيم آل الشيخ قرابة السنة فقرأ وحفظ ودرس عليه صغار المتون في العقيدة والفرائض والنحو وغير ذلك، يقول الشعيبي 
 وكان الشيخ عبد اللطيف هو المرحلة الأولى لطلبة العلم، فحينما يتقن الطالب عند الشيخ عبد اللطيف يتم نقله إلى حلقة الشيخ محمد بن إبراهيم فانتقل الشعيبي بعد سنة إلى حلقة الشيخ محمد بن إبراهيم فقرأ عليه وحفظ بعض طوال المتون، بل يكاد يحفظ شروحها، وقد عرف عنه قوة الحفظ في شبابه، وقد قرأ عليه بعض طلابه المتون مع شروحها فكان يكمل عنهم غالباً شروحها، بل كان يخطِّئ النسخ التي بين أيديهم، وكان يعيد عليهم أحياناً تعليق أحد شيوخه على بعض المسائل باللفظ والهيئة، وكان من ضمن ما حفظه ألفية ابن مالك في النحو وزاد المستقنع في الفقه الحنبلي، فكان يقول لطلابه

### ملازمته للشيخ محمد بن إبراهيم
قرأ الشعيبي أيضاً على الشيخ محمد بن إبراهيم مفتي الديار السعودية في العقيدة والحديث والفقه والتفسير وأصول الفقه والنحو فأتقنها، قال الشعيبي 
 وقال أيضاً 
 وكان الشيخ ابن إبراهيم إذا انتهى من الدرس قام الطلاب إلى الشيخ حمود - وكان منهم بعض العلماء الموجودين حالياً - وطلبوا منه أن يعيد لهم درس الشيخ بن إبراهيم فكان الشيخ حمود كما - يمازحهم – يرفض ذلك أول الأمر ثم يقوم إلى ركن المسجد فيعيد عليهم درس الشيخ كاملا. وقد تأثر الشيخ حمود في شيخه محمد بن إبراهيم حتى قال عنه «شيخي وأستاذي ووالدي رحمه الله، تأثرت به كثيراً.»

### ملازمته للشيخ محمد الأمين الشنقيطي
يقول الشيخ محمد الأمين الشنقيطي
 لازم الشعيبي الشيخ محمد الأمين الشنقيطي حتى في بيته وكان الشيخ يشرح له وحده، فقرأ الشيخ عليه في التفسير والعربية والحديث وأصول الفقه والمنطق. قال الشعيبي وهو يتحدث عن دراسته على الشيخ محمد الأمين 
 وكان للشيخ حمود مع شيخه محمد الأمين بعض المناقشات والمباحثات، منها ما حدث به لطلابه فقال 
 ومنها أيضاً قال الشيخ الشعيبي في شرحه للتدمرية عند ذكر شيخ الإسلام ابن تيمية لقوله تعالى (والسماء بنيناها بأيد) أي قوة، قال الشيخ حمود 
 وكان للشعيبي عند الأمين الشنقيطي مكانة وقدر يبينها ما قاله الشيخ نفسه، حيث قال 
 والشيخ محمد بن إبراهيم إذا عين أحداً في القضاء لا يمكن أن يتراجع أبداً مهما حصل، ولكنه كان يجل الشيخ الشنقيطي ويحترمه جداً. وكان من تأثر الشيخ حمود بشيخه الشنقيطي ما عبر عنه بقوله: 

## العمل

### ميوله لتدريس اللغة العربية
وكان الشعيبي يهوى أن يدرس في كلية اللغة العربية فقد قرأ كثيراً من أبوابها على الشيخ محمد الأمين الشنقيطي والشيخ محمد بن إبراهيم وحمد الجاسر وغيرهم، فقرأ في الأدب النحو والصرف والاشتقاق والبلاغة والبديع والإنشاء والإملاء وغيرها، فكان يقول 
 وقد تحدث الشيخ عبد الله بن حسين أبالخيل فقال «كنا في رباط الشيخ محمد بن إبراهيم ولما جاءنا الشيخ حمود من الشقة تعجبنا من إتقانه اللغة العربية وكان عمره آن ذاك عشرين سنة.» ولما سئل الشعيبي عن كتابته للشعر قال «كتبت القليل من الفصيح والنبطي.»

### اهتمامه بطلابه
كان الشعيبي يتفقد طلابه ويسأل عنهم وعن أحوالهم ويواسيهم، فإذا تغيب أحدهم بحث عن هاتفه حتى يجده ثم يتصل به ويسأله عن حاله وسبب تغيبه، فإن كان مريضاً عاده وزاره ودعا له، وإن كان لسبب من الأسباب حثه على المبادرة والاجتهاد، كان يحرص أن يتخرج الطالب على يديه متقناً ضابطاً، طلب منه أحد الطلبة أن يقرأ عليه إحدى المواد فوافق، ولما جاء الطالب في الموعد المحدد وقرأ البسملة والحمدلة قال له الشيخ قف، ثم قال «الطلاب لا ينقطع حضورهم عندي، فإما الاستمرار وإما من الآن» فقال الطالب «الاستمرار يا شيخ، فكان هذا الطالب يحدث قائلاً منذ تلك المقولة من الشيخ وأنا لم أنقطع عن الدروس والعلم.» وكان من حرصه عليهم أنه كان يدرس لبعضهم بعض مواد الدراسة النظامية إذا كان عندهم امتحانات فيها، بل يسألهم حتى عن أسئلة الامتحانات ونتائجها.
كان الشعيبي يطلب بطريقة لطيفة من بعض تلامذته أن يبحثوا بعض المسائل لكي يتدربوا على طريقة البحث، وكان يناقشهم على تلك البحوث، فإما أن يصحح لهم أو يوافقهم، كان الشعيبي في حلقة الدرس يسأل عن مسائل الدرس السابق ويطلب من الطلبة في النحو إعراب الآيات القرآنية والأبيات الشعرية والشواهد العربية، بل ويطالبهم أحياناً أن يحفظوا بعض أشعار العرب. وكان يدرس تلامذته أحياناً في اليوم الشديد الحر حتى ترى في وجهه تصبب العرق ومع ذلك يصبر ويتحمل، بل كان يحتاج إلى النوم وترى التعب بادياً على وجهه ولم يكن ليعتذر عن الدرس، فكان بعض طلبته يقولون له «لعلنا نرجئ درسنا لليوم التالي يا شيخ، فيقول اقرأ فقد جئت من بعيد.»

### تلامذته
قرأ على الشيخ أفواج من الطلاب، فقد كان يدرس في الجامعة وغيرها أربعين سنة وتخرج على يديه جملة من العلماء والمصلحين منهم الشيخ علي بن خضير الخضير وقد لازمه لسنوات عدة وكان الشيخ يثني عليه كثيراً ويجله ويقدره ويحثنا على التتلمذ عليه والاستفادة من علمه، والشيخ عبد الله الغنيمان، والشيخ سلمان بن فهد العودة قرأ عليه في النحو، والشيخ عبد العزيز بن صالح الجوعي، ومن هيئة كبار العلماء المفتي العام عبد العزيز آل الشيخ، والشيخ صالح الفوزان، وقد درس عليه الشيخ محمد بن عثيمين، والشيخ اللحيدان دروساً إضافية في كلية الشريعة في الرياض.
وتتلمذ عليه أيضاً بعض الوزراء في الدولة كوزير العدل عبد الله بن محمد بن إبراهيم، ووزير الشؤون الإسلامية سابقاً عبد الله بن تركي، ومن القضاة الشيخ عبد الرحمن بن عبد الله العجلان رئيس محاكم منطقة القصيم سابقاً، وقاضي تمييز عبد الرحمن بن صالح الجبر، وقاضي تمييز عبد الرحمن بن سليمان الجار الله، وقاضي تمييز عبد الرحمن بن عبد العزيز الكِليِّة، وقاضي تمييز عبد الرحمن بن غيث، ورئيس محاكم الرياض سليمان بن مهنا، ووكيل وزارة العدل حمد بن فريان، ووكيل وزارة الداخلية إبراهيم بن داود، ورئيس العام لهيئات الأمر بالمعروف والنهي عن المنكر عبد العزيز بن عبد الرحمن السعيد، ورئيس هيئة التحقيق والادعاء العام محمد بن مهوس.
وممن أشرف على رسائلهم العلمية سواء في الدكتوراه أو الماجستير رئيس محكمة البكيرية الدكتور عبد الله الدخيل، والدكتور محمد بن عبد الله السكاكر، والدكتور عبد الله بن صالح المشيقح، والدكتور عبد الله بن سليمان الجاسر، والدكتور صالح بن عبد الرحمن المحيميد، والدكتور محمد بن لاحم، والدكتور عبد العزيز بن صالح الجوعي، والدكتور ناصر السعوي، والدكتور خليفة الخليفة، والدكتور إبراهيم بن محمد الدوسري، والدكتور يوسف القاضي، وغيرهم كثير.
كما كانت تعرض على الشعيبي بعض الرسائل والمؤلفات لبعض المدرسين من قبل الجامعة لقبول ترقيهم في سلك التدريس فكان يقبل بعضها ويرد البعض الآخر فمما عرض عليه الشيخ محمد بن عثيمين، عن طريق جامعة الإمام محمد بن سعود الإسلامية، عرضت عليه بعض رسائله في العقيدة، ومنهم أيضاً الشيخ عبد القادر شيبة الحمد وأبو بكر الجزائري ومحمد أمان الجامي وربيع بن هادي المدخلي.

## مؤلفاته
للشعيبي بحوث ومؤلفات ورسائل وردود وفتاوى عدة منها ما فقدت ومنها ما احتفظ به ثم نشرت، فمن ذلك :
كتاب الإمامة العظمى وهو بحث كتبه لنيل درجة أستاذ كرسي في جامعة الإمام محمد بن سعود ونشر في مجلة الجامعة في عددها الصادر سنة 1400 هـ، وكتاب القول المختار في حكم الاستعانة بالكفار، والبراهين المتظاهرة في حتمية الإيمان بالله والدار الآخرة، وكتاب مختصر العقيدة، وشرح جزءاً من بلوغ المرام وهو مما فقد، كما شارك في تأليف كتاب تسهيل الوصول إلى علم الأصول المقرر في الجامعة الإسلامية، ورد على الشيخ هراس في شرحه الأول على الواسطية وقد كتابه على حلقات في صحيفة تعرف آن ذاك بصحيفة القصيم، وقد تم جمع تراث العلمي للشيخ حمود في كتاب جامع آثار الشيخ حمود بن عقلاء الشعيبي.

### الشروح والتعليقات
وله شرح على كتاب التوحيد وشرح على التدمرية وشرح على الحموية وشرح على الواسطية وشرح على متن الطحاوية وتعليق على ألفية ابن مالك وشرح للآجرومية وعلق على شرحها للعشماوي، وتعليق على كتاب السنة لعبد الله بن الإمام أحمد، وتعليق على حائية ابن أبي داود وشرحها للسفاريني، وتعليق على اقتضاء الصراط المستقيم وعلى جزء كبير من الصارم المسلول لابن تيمية، وتعليق على سبل السلام، وشرح سلم الأخضري في المنطق 1 وجزء من شرح السنة للبربهاري وغير ذلك.

### الرسائل
وللشعيبي رسائل وبحوث وردود وفتاوى من ضمنها رسالة عن حكم الخلاف في أصول الإيمان، ورسالة في التصوير ورسالة في الأعياد البدعية ورسالة في الحكم بغير ما أنزل الله، ورسالة في تعريف الإرهاب وحقيقته، وفتوى في حكم استئذان الوالدين في الجهاد، وفتوى لأحداث أمريكا، وفتوى عن شرعية حكومة طالبان والجهاد معها ضد تحالف الشمال، وبيان لضلالات حسن فرحان المالكي، ورد على خالد العنبري، ورد على وزير الشؤون الإسلامية صالح آل الشيخ في منعه القنوت، ورسالة للدكتور محسن العواجي عن ضلالات موقعه في الإنترنت المسمى بالوسطية، وفتوى في تكفير تركي الحمد، وفتوى في تكفير المغني عبد الله رويشد، وأجوبة عن رسائل وصلته من بعض البلدان وغيرها كثير يصل عدد الفتاوى المدعمة بالبحث العلمي قريباً من الأربعين فتوى.

### مقالات ورسائل
- معنى الإرهاب وحقيقته
- حكم المقاطعة الاقتصادية
- رسالة إلى محسن العواجي
- الرد على افتراءات العنبري
- شبهة؛ "حرية الفكر تقتضي عدم تكفير الناس"
- فتوى في حكم الصلاة على الميت الغائب
- حكم أخذ الجنسية للمكره من دولة كافرة
- بيان عما حصل من لبس في شروط الإفتاء
- رسالة إلى القائد حكمتيار
- رسالة إلى القائدين رباني وسياف
- رسالة في مشروعية قنوت النوازل

### الفتوى
أما ما تخص أحوال المسلمين فكتب الشعيبي عشرات الفتاوى بعضها منشور في موقعه في الإنترنت، وقد كلفه مفتي الديار السعودية الشيخ محمد بن إبراهيم للفتوى والواعظ والإرشاد في الحرم أيام الحج لثلاث أو أربع سنوات.

## قوته في الحق ورباطة جأشه

### الصدق والصدح
سجن الشعيبي سنة 1417 هـ لأكثر من أربعين يوماً ومنع من الإفتاء عدة مرات ومع ذلك لم يقف عن قول ما يعتقده حقاً، بل كان كثيراً ما يردد عند منعه من الإفتاء قول الله تعالى (إن الذين يكتمون ما أنزلنا من البينات والهدى من بعد ما بيناه للناس في الكتاب أولئك يلعنهم الله ويلعنهم اللاعنون) وقول رسول الله ﷺ (من سئل عن علم فكتمه ألجمه الله بلجام من نار يوم القيامة) وكان كثيراً ما يحث المشايخ وأهل العلم بأن يقولوا ما يعتقدوه ديناً يدينون الله به ولو أصابهم شيء من الأذى حتى لا يلعنوا كما لعن الذين من قبلهم.

### الشجاعة
وقد عرف عن الشيخ الشعيبي منذ صغره بقوته وصلابة قلبه ورباطة جأشه فلم يكن للخوف مكان في صدره، حكى الشيخ الشعيبي مرة أنه حدث له قديماً في إحدى الليالي أن أزعجته بعض الكلاب في نباحها فلم يستطع النوم فأخذ البندقية ذات الطلقة الواحدة وخرج على الكلاب فوجه البندقية صوبها فأطلق النار عليها حتى قتل بعضها والشيخ لا يبصر. وحكى ابنه أن الشيخ لما كان صغيراً كان يدخل يده في جحر الضب مع فقده بصره، فكان يتلمس العقرب بيده فيدفع إبرتها بأصبعه مرة ومرتين ومع ذلك لا يخافها. ومن رباطة جأشه ما حدث به ابن الشيخ المثنى حيث قال 

فكان من الأفذاذ قليلي المثل في هذه الأزمان، اتصل الشعيبي ببعض من يتحدث في إحدى الإذاعات فقال له بعد السلام 

### السلفية الجهادية
وله فتاوى تدل على ذلك منتشرة معروفة وما فتواه عن أحداث أمريكا وشرعية القتال مع حكومة طالبان تقول مي ابنته في رسالتها عن حياة والدها 
 ومن المواقف التي حدثت له وحدث بها أن كان في بداية طلبه للعلم يخطب الجمعة في الرياض فمنع من الخطابة لمخالفته السائد في أسلوب الخطبة. ومع ذلك كان مؤثراً في أسلوبه قوياً في حجته لا تكاد تكتمل أحرف مناقشه تخرج من فمه إلا وتجد الحجة والدليل في مواجهته، وتجده يتتبع الحق أينما كان ولا يرده عن قبوله كونه جاء من مخالفه فضلاً عن موافقه، وكان مجلسه تدور فيه النقاشات والحوارات وكان الحاضر يستمتع بالمجلس لوجود الجرأة النادرة، فكان يتعجب من ذهاب الخوف والرهبة من قلب الشيخ، ولم يكن يثنيه عن الرد على المخطئ كونه له صداقة معه أو قرابة، فلم تكن جرأته لخطأ دون خطأ، أو لمنهج ضال دون منهج، أو لشخصية منهزمة دون أخرى.

### الجرأة
فمن جرأته لما ناقشه أحد الحضور عما حدث لأمريكا ومخالفته لذلك الفعل أجابه الشيخ ورد على تلك الشبه بإجابة مختصرة فأحاله على فتواه المشهورة في ذلك ولما أكثر في الجدال، وكان الشعيبي أثناء نقاشه يأكل تمرات رمى ما بيده من نوى وقال له اسمع يا أخي «نحن لا نريد أن يبقى في أمريكا ولا طوبة .. وكان مجلسه ذلك رحمه الله عامراً بالحضور.»

## عبادته

### قيام الليل
كان الشعيبي صاحب عبادة وصلاة، فكان يقوم من الليل كثيراً تقول مي ابنته في رسالتها عن حياته 
 وهذا ما جعل الشيخ يقول لطلابه لما سألوه عن ضبطه للقرآن أحفظه مثل الفاتحة. وقد كان ينهي مراجعته للقرآن خلال أسبوع واحد، ولم يمنعه عن ورده اليومي منه كثرة مشاغله وتدريسه لطلابه ومتابعته لقضايا المسلمين، وكان يقرأ ورده منه قبل صلاة الفجر فإذا غلبه النوم عن ذلك قرأه بعد الصلاة كما حدث بذلك، بل قال :« لما كنت في السجن ختمت القرآن أربعين مرة» وقد سجن قريباً من أربعين يوماً.

### الصدقة والكرم
كان الشعيبي كريماً شهماً وقد عرف ذلك أضيافه، وكان صاحب صدقة وإحسان، يتعاقبه الفقراء يوماً بعد يوم عند بابه نساء ورجالاً صغاراً وكباراً، يسر بها حتى لا يعلم بها أقرب الناس إليه، وبعث مرة مع أحد طلابه إلى أحد الفقراء بعض المال وقال :«إياك أن يعلم به أحد» ومرة قال أيضاً لطالب علم لديه «أشهد أنني سامحت فلاناً عن دينه الذي لي عنده وإياك أن تخبر أحداً» وبعث مرة بعض المال إلى امرأة تعول أطفالاً، وكان يواسي بعض طلبة العلم المتفرغين للعلم ببعض الأموال.

## الشعيبي وقضايا المسلمين
كان الشيخ الشعيبي يعيش ويتتبع الأخبار ويجلس الأوقات الطويلة لذلك، ومن حرصه أنه كان يستخدم الراديو بنفسه فيعرف أماكن القنوات وأرقامها فكان يأخذ الراديو من يد الجالس إذا عجز عن إخراج مكان الخبر فيدله عليه، بل كان يتعرف على أهمية الخبر من خلال معرفته بالمذيع. فكان لاهتمامه بذلك تجد كل أحوال المسلمين عنده وكل جديد الأحداث وصله، فما على الحاضر إلا أن يسأل الشيخ عن جديد الأحداث فيخبره بذلك مع تحليلها وسبر أبعادها ومضامينها. وكان الشيخ مع ذلك خبيراً بتواريخ الوقائع والحروب والسياسات وكبار الساسة - الحي منهم والهالك - تواريخهم ومواقفهم، فكان يربط الحدث بتاريخ صاحبه وسوابقه، ولهذا فمع العلم الراسخ وفهم الواقع وأحداثه وجد المسلمون بغيتهم عند الشعيبي.
وكان اهتمامه بمصالح المسلمين وأحوالهم حتى قبل وفاته بدقائق، فقد كان يتحدث حينها عن أحداث أفغانستان وحكومة طالبان وأخبار المجاهدين وجديد أخبارهم. ولما كان بعض المشايخ وطلبة العلم في السجن كان لا يفتر عن السؤال عنهم وعن جديد أخبارهم، فكان كثيراً ما يدعوا لهم بالثبات والصبر. وكانت أخبار الإنترنت تعرض عليه يومياً فكان يجلس الساعة والساعتين وأكثر من ذلك، يستمع لقارئها فلا يمل ولا يكل، حتى صار أخبر بتلك الشبكة من المتابعين لها، بل كان يعرف بعض من يكتب في منتديات الإنترنت وأفكارهم ومناهجهم من خلال الاستماع لمقالاتهم.

## وفاته
توفي الشيخ والعالم والمجاهد حمود بن عقلاء الشعيبي بسبب ضعف في عضلة القلب، كان الشعيبي يعاني من ضعف في عضلة القلب الذي كان يزداد تعبه منها عندما يسمع بازدياد مساوئ المسلمين، في يوم الجمعة في 4 / 11 / 1422 هـ سقط في بيته بين أبنائه قبل آذان المغرب بدقائق، كان بجواره الشيخ إبراهيم الجار الله وأخو الشيخ محمد وابنه عزيز وإبراهيم فأخذ إلى المستشفى التخصصي ببريدة، وقد اتضح أن الشيخ قد أصيب بجلطة في قلبه، فاجتمع حوله قريباً من عشرة أطباء حاولوا تنشيط قلبه بصعقات الكهرباء، ولما كانوا يجرون لو الصعقات كانت رجليه ويديه ترتفعان عن مستوى السرير قريباً من نصف متر من شدة الصعق، وكانوا يعيدون ذلك عليه عدة مرات، وهو في تلك الحالة وهو فاقد لوعيه يرفع سبابته بين الفينة والأخرى، وكان يتحسن قليلاً ثم يرجع إلى حالته وهو فاقد لوعيه، كل هذا من بعد المغرب حتى قريب الساعة العاشرة والنصف ليلاً، ولما تحسن قليلاً أدخل العناية المركزة، فجلس ساعة ونصف الساعة تقريباً ثم توفي.
دخل الشيخ علي الخضير إلى غرفة العناية المركزة لرؤية الشيخ بعد وفاته وقد وجده نظر الوجه مبتسماً. وفي ظهيرة يوم السبت جاءت الجموع لتغسيل الشيخ وتكفينه، فدخل الشيخ علي الخضير وأخو الشيخ محمد وابن الشيخ إبراهيم وآخر غيرهم وقاموا بتغسيله، فلما انتهوا من تغسيله دخلت بعض الجموع لتقبيله، حمل إلى جامع الخليج وصلي عليه العصر وتبع جنازته من الناس عشرات الآلاف بل قيل إنهم قريب من عشرين ألفاً أو يزيدون، في مشهد عظيم لم يعرف له مثل في بلاد القصيم، كما حكا بعض الأشياخ الكبار الذين شهدوا جنازته. ورأى الناس كثرة الجالية المسلمة الذين حضروا الجنازة خاصة من الباكستانيين والهنود.
وقد حضر للصلاة عليه جموع من العلماء والدعاة من جميع أنحاء الجزيرة ومن الخليج، حتى أبناءه لم يستطيعوا أن يقتربوا من جنازة والدهم ليشاركوا الأمة في دفنه من شدة التزاحم عليها، ثم وضعت جنازته ليصلي عليها قبل دفنها من لم يُصلَ عليها في المسجد، فجاءت الجموع تلو الجموع بالعشرات والمئات، ولما أرادوا دفنه رأى الجميع دم الشعيبي ينزف كأنه الساعة توفي وكان قد فتح له الوريد بالأمس في المستشفى للقسطرة، ثم دفن. وقد تتابع المسلمون بعد دفنه للصلاة عليه ممن لم يصل عليه منهم قريباً من الشهر بل أكثر.

## وصلات خارجية
- موقع العلامة حمود بن عقلاء الشعيبي رحمه الله
- الملف الكامل عن وفاة شيخنا العلامة المجاهد / حمود العقلاء الشعيبي - رحمه الله

ورقات بحثية ومقالات علمية
- إناس النبلاء في سيرة شيخنا العقلاء
- فتوى الشيخ فيمن حكم بالقوانين الوضعي
- بيان لأعضاء منظمة المؤتمر الإسلامي بشأن تحطيم حكومة طالبان الإسلامية للأصنام
- الرد على افتراءات العنبري وبيان فساد أصل مذهبه في الإرجاء
- سيد قطب رحمه الله
- حول شرعية حكومة طالبان
- حكم تهنئة الكفار بأعيادهم وفوزهم بالانتخابات
- احترام الأديان السماوية